# 12 (빈지노의 음반)
12 (십이)는 대한민국의 힙합 가수 빈지노의 첫 정규 음반이다. 2016년 5월 31일, CD와 디지털 다운로드로 발매되었다. 당초 발매한 싱글 "Dali, Van, Picasso", "Break", "We Are Going To"를 포함한 11곡이 수록되었다. 음반의 타이틀인 12는 빈지노 본인이 경험하고 느껴왔던 시간들에 대한 자전적인 이야기를 담고 있어 시간을 상징하는 숫자인 '12'가 사용되었다.

## 배경
2010년 재지팩트의 Lifes Like, 2012년 자신의 EP 2 4 : 2 6, 이후에도 일리네어 레코즈의 멤버로서 성공을 거둔 빈지노가 공식적인 첫 번째 정규 앨범을 통해 어떠한 음악을 들려줄지는 모두의 화두였다. 메인 프로듀서인 피제이와 함께 2013년부터 작업을 시작하였는데, 이 무렵 싱글 "Dali, Van, Picasso", 타이틀 곡 중 하나인 '젖고있어'를 기점으로 작업하였다. 이후 여러 활동으로 인해 어려움을 겪다 2015년과 2016년 사이 작업을 마무리하였다. 당초 14곡을 생각하였으나 음반 컨셉에 맞지 않는 곡을 추려 11곡으로 줄였다.
음반의 타이틀인 12는 빈지노 본인이 경험하고 느껴왔던 시간들에 대한 자전적인 이야기를 담고 있어 시간을 상징하는 숫자인 '12'가 사용되었다. 숫자로 지은 의도에 대해 "보통 작업을 하면 현재 나의 인생이 주로 담기는데 표현할 만한 적절한 단어를 찾기 힘들었고 시간에 대한 내용이 많아 지었다"고 밝혔다. 수록곡 대부분의 작업은 피제이와 하였으며 마찬가지로 음반의 아트워크는 IAB 스튜디오가 맡아 해와 달을 이용해 시침과 분침을 표현했고 숫자 대신 온갖 자연물로 둘렀다.

## 활동
데뷔 후, 정규 음반없이 활동하던 빈지노는 2015년 10월 9일, 싱글 "Break"를 발매하며 정규 음반 작업 중임을 알렸다. 이어 11월 1일 자신의 단독 콘서트에선 게스트로 참여한 블랙넛과 함께 '토요일의 끝에서'를 라이브로 선보였으며, 11월 30일엔 정규 음반의 두 번째 싱글 "We Are Going To"를 발매하였다. 이후 공연 및 피처링 위주 활동을 전개하였다.
2016년 5월 20일에는 첫 정규 음반 작업을 마쳤음을 알리며 싱글 "Life in Color"를 기습 발매하였다. 이어 25일 첫 정규 음반 12의 발매를 확정하며, 당초 26일에 발매하려고 하였으나 스포일러로 인하여 31일로 연기한 사실을 밝혔다. 또한 28일에는 라인업으로 참여한 서울재즈페스티벌에서 '토요일의 끝에서'를 한 번 더 선보였고, 이후 인스타그램을 통하여 음반의 트랙리스트를 공개하였다. 총 11곡이 수록되었고 블랙넛, YDG, 수란이 피처링으로, 프로듀서엔 피제이, 천재노창, 월 이, 콕재즈가 참여하였다. 또한 기존에 발매한 싱글 "Dali, Van, Picasso", "Break", "We Are Going To"는 수록되었으나 선공개한 "Life in Color"는 수록되지 않았다. 발매 하루 전에는 IAB 스튜디오가 작업한 메인 아트워크를 공개하였다.
5월 31일 정오 음원 발매를 하였고, 타이틀곡 중 하나인 '토요일의 끝에서'는 올레 뮤직, 엠넷, 지니에서 1위를, 수록곡들은 음원 사이트에서 상위권을 기록하였다. 또한 당일 저녁엔 웍스아웃을 통하여 친필 사인 CD, 티셔츠, 스티커 팩이 포함된 12 패키지를 판매하였고 이어 2일에 2차 판매를 진행하였다. 6월 7일에는 인스타그램을 통해 6월 26일, 블루스퀘어에서 음반 발매 기념 12 콘서트를 한다고 알렸다. 6월 15일에는 SBS 러브FM '김숙, 송은이의 언니네 라디오'에 출연하였고, 17일에는 힙합플레이야의 힙플라디오 "황치와 넉치" 빈지노 편이 공개되었다. 라디오에 출연하여 음반 작업기를 비롯한 관련 인터뷰를 진행하였다. 7월 19일에는 V LIVE를 통해 콘서트 라이브 VOD를 공개하였다.

## 수록곡
| #            | 제목                               | 작사                 | 작곡                                      | 재생 시간 |
| ------------ | ---------------------------------- | -------------------- | ----------------------------------------- | --------- |
| 1.           | 〈Time Travel〉                    | 빈지노               | 피제이                                    | 4:00      |
| 2.           | 〈토요일의 끝에서〉 (Feat. 블랙넛) | 빈지노, 블랙넛       | 피제이                                    | 4:23      |
| 3.           | 〈I Don't Mind〉                   | Billy Squier, 빈지노 | Billy Squier, 월 이                       | 3:43      |
| 4.           | 〈Flexin〉                         | 빈지노               | 천재노창                                  | 4:17      |
| 5.           | 〈January〉 (Feat. YDG)            | 빈지노, YDG          | 피제이                                    | 3:40      |
| 6.           | 〈Being Myself〉                   | 빈지노               | Jim Stewart, Bettye Jean Crutcher, 피제이 | 4:00      |
| 7.           | 〈Break〉                          | 빈지노               | 월 이                                     | 3:04      |
| 8.           | 〈Imagine Time〉 (Feat. 수란)      | 빈지노, 수란         | 피제이                                    | 5:49      |
| 9.           | 〈젖고있어〉                       | 빈지노, 캐쉬빌       | 콕재즈                                    | 3:19      |
| 10.          | 〈Dali, Van, Picasso〉             | 빈지노               | Dietz Howard, Arthur Schwartz, 피제이     | 3:43      |
| 11.          | 〈We Are Going To〉                | 빈지노               | 피제이                                    | 5:20      |
| 총 재생 시간 | 총 재생 시간                       | 총 재생 시간         | 총 재생 시간                              | 45:33     |

## 평가
음악 평론사이트 이즘의 현민형은 5점 만점에 4점을 부여하면서 "선입견에 대한 도전이다. 개성 넘치는 가사와 플로우는 물론이고 블랙넛, YDG, 수란, 천재노창 등 기존의 틀을 거부하는 아티스트들과 협업과 더불어 예상치 못한 곡 전개는 신선하다"며 "과잉과 야합에 찌든 최근 대중음악계에서, 삶을 솔직하게 승화시킨 예술적 음반이다"고 호평하였다. 리드머의 남성훈은 3.5점을 부여하며 "빈지노가 보여줄 수 있는 강점과 한계가 꽤 뚜렷하게 드러나는 앨범"이라 평하였다. 이어 "빈지노를 단연 손꼽히는 래퍼로 지탱해주는 강점이 부각된 트랙과 그로부터 의도적으로 거리를 뒀지만, 큰 효과를 보지 못한 트랙이 뒤섞여 있다"고 평했다. 또한 힙합엘이의 필진 GDB는 5점 만점에 4점을 부여하며, "잘 짜인 정규 음반을 기대했다면 실망스러울 수 있지만, 래퍼가 아닌 예술가로서 면모를 비친 음반"이라며, "다만 그가 조금 더 여유로운 상황에서 천천히 작업했다면 어땠을까 하는 기대가 남을 뿐"이라고 언급하였다.
반면 웹진인 웨이브에선 대체로 저조한 점수를 받았는데, 정구원은 "앨범을 듣고 있을수록, 이것이 ‘의도한 대충미’인지 진짜 대충 만든 건지에 대한 경계가 흐려져간다", "음반은 중심을 잡지 못하고 방황한다"며 10점 만점에 4점을 부여하였다. 또한 이선엽은 피제이 주도의 다양한 프로덕션에 극찬하면서도 "빈지노는 예전부터 감각 있는 멜로디 메이킹과 훅으로 유명했었지만, 이번 앨범에서 보컬이 주를 이룬 트랙은 흐물거리는 멜로디가 금세 흥미를 잃게 만든다"며 5.5점을 주었고, 김민영은 "'세련되게' 만들어진 힙합 음반"이라며 "노력이 부족한 음반이다. 허나 가벼운 트랙들로 구성되어 있어 가볍게 듣긴 좋을 것"이라고 4점을 주었다.

## 크레딧
- 빈지노 - 작사, 이그제큐티브 프로듀서
- IAB - 아트워크